# Iosua Navi

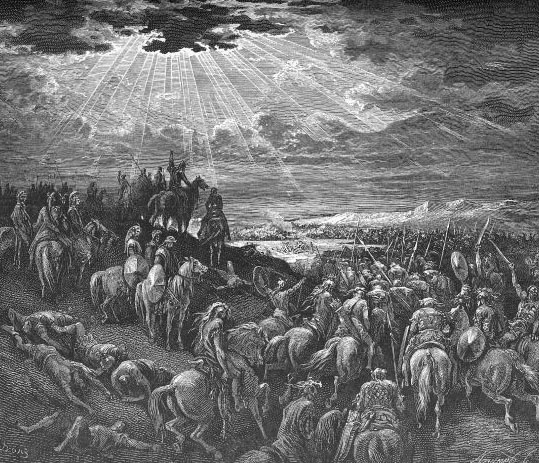
Iosua Navi împreună cu poporul evreu, într-o pictură de Gustave Doré

Egiptul în secolul al XV-lea î.e.n., perioada Exodului și a cuceririi Canaanului descrisă în Cartea lui Iosua conform cronologiei biblice. Așa cum arată harta, Canaanul era ocupat de Egipt în acel timp, fapt pe care Biblia a uitat să-l menționeze.

Iosua Navi sau Isus Navin (în ebraică: יְהוֹשֻׁעַ בן נוּן - Yəhoshúa bin Nun - Iosua, fiul lui Nun) este un personaj biblic care a fost urmașul lui Moise în conducerea poporului evreu. El este pomenit în Cartea Exodului, în Numeri, în Deuteronom și mai ales în Cartea lui Iosua din Biblie. El s-a născut în Egipt, în tribul lui Efraim și ar fi trăit în jurul anului 1200 î.Hr.. În perioada cuceririi Canaanului, a ocupat poziția de comandant militar.

## Iosua în Biblie

### Genealogie
Iosua sau Isus era fiul lui Nun (sau Navi), care era fiul lui Elișama, fiul lui Amiud, fiul lui Ladan, fiul lui Tahan, fiul lui Telah, fiul lui Reșef, fiul lui Refah, fiul Șeerei, fiica lui Beira, fiul lui Efraim, care era fiul lui Iosif, fiul lui Israel (Cronici 7:23-27).

## Din punct de vedere științific
Lester L. Grabbe afirmă că pe vremea când studia pentru doctorat (cu mai bine de trei decenii în urma anului 2007), „istoricitatea substanțială” a povestirilor Bibliei despre patriarhi și despre cucerirea Canaanului era acceptată pe larg, dar în zilele noastre cu greu se mai poate găsi un istoric care să mai creadă în ea.
Conform Ann E. Killebrew (2005), „Cei mai mulți cercetători de azi acceptă faptul că majoritatea poveștilor despre cuceriri din Cartea lui Iosua sunt lipsite de realitate istorică”. În 2020 ea scria că, în timp ce descoperirile arheologice de la Hazor și altarul de la Muntele Ebal și câteva elemente literare sugerează că Cartea lui Iosua ar putea păstra unele amintiri reale ale istoriei timpurii a Israelului în Canaan, „există un consens că oricare ar fi sursele ei, indiferent de relatarea orală sau scrisă, povestirea cuceririi Canaanului este problematică din punct de vedere istoric și ar trebui tratată cu prudență.”
Datarea efectuată de Kathleen Kenyon, conform căreia Ierihonul nu era locuit în timpul invaziei lui Iosua Navi, este acceptată consensual de arheologi.
(Desigur, asta, pentru unii, a făcut poveștile Bibliei și mai miraculoase decât erau—Iosua a distrus un oraș care nici măcar nu exista!)— William G. Dever, Recent Archeological Discoveries and Biblical Research

În 2005, Pierre de Miroschedji a publicat un articol în revista La Recherche. El scria: 
În general, niciun arheolog serios nu mai crede în ziua de azi că evenimentele povestite în Cartea lui Iosua ar avea vreo bază istorică reală. Prospecțiunile arheologice, în special la începutul anilor 1990, au dezvăluit că a israeliților cultură a apărut pe dealurile din centrul țării, drept continuare a culturii cannaanite a epocii anterioare.
 El subliniază că nimic nu împiedică utilizarea Bibliei în arheologie, sub formă de izvor supus criticii, așa cum arheologii procedează cu oricare alt document.
Consensul istoricilor este că israeliții antici nu au intrat în Canaan dinafara lui și nu l-au cucerit într-o campanie militară.
„Există puține lucruri pe care le putem salva din poveștile lui Iosua despre distrugerea rapidă, în totalitate, a orașelor canaanite și anihilarea populației locale. Pur și simplu nu s-a întâmplat; dovezile arheologice sunt incontestabile.”Aceasta este judecata unuia dintre cei mai conservatori istorici ai Israelului antic. Cu siguranță, există istorici mult mai conservatori care încearcă să apere istoricitatea întregii relatări biblice începând cu Avraam, dar munca lor se bazează pe presupoziții confesionale și este un exercițiu de apologetică mai degrabă decât de istoriografie. Majoritatea savanților biblici s-au împăcat cu faptul că o mare parte (nu toată!) din narațiunea biblică este doar vag legată de istorie și nu poate fi verificată.— John J. Collins
Mai recent, Lorenzo Nigro de la Expediția italo-palestiniană la Tell es-Sultan a susținut că a existat un fel de așezare în acest loc în timpul secolelor al XIV-lea și al XIII-lea î.Hr. El afirmă că expediția a detectat straturi de epocă de bronz târziu II în mai multe părți ale tellului, deși straturile sale superioare au fost puternic tăiate de operațiunile de nivelare în timpul epocii fierului, ceea ce explică lipsa materialelor din secolul al XIII-lea. Nigro respinge ideea că aceste descoperiri dau crezare narațiunii biblice despre cucerirea Canaanului de către Iosua.
Conform lui Nigro, Ierihonul avea înainte de 1200 î.Hr. un guvernator egiptean (Ierihonul era supus Egiptului).